# Гидаево
Гидаево — село в Верхнекамском районе Кировской области России. Входит в состав Лойнского сельского поселения.

## География
Село находится на северо-востоке Кировской области, в северной части Верхнекамского района, на правобережье левого притока Камы, реки Порыш. Абсолютная высота — 181 метр над уровнем моря.
Расстояние до районного центра (города Кирс) — 66 км.

## Население
По данным Первой Ревизии (1722-1727 гг) в селе насчитывалось 33 души мужского пола.
По данным Второй Ревизии (1748 год) в селе насчитывалось 57 душ мужского пола (государственные черносошные крестьяне)
В "Списке населенных мест Вятской губернии 1859-1873 гг" указано 198 жителей (93 мужчины, 105 женщин), 33 двора.
Согласно "Книге Вятских родов" В.А.Старостина в селе Гидаево в 1891 году жило 164 жителя обоего пола (36 семей) Основные промыслы: извозчик, подёнщик.
В "Списке населенных мест Вятской губернии по переписи 1926 года" указано 255 жителей (125 мужчин, 130 женщин), 51 хозяйство.
По данным всероссийской переписи 2010 года, численность населения села составляла 84 человека (мужчины — 44, женщины — 40).

## История
Деревня Гидаево с 16 века находилась на Великом Сибирском пути, в плоть до прекращения использования этой северной ветви пути после открытия пути в Сибирь через Казань. 
Село было основано в 1800 году. Приход местной церкви состоял из 40 селений, в селе находилась земская школа и фельдшерский пункт. Основными занятиями местных жителей были земледелие, заготовка леса, а также охота
.

## Инфраструктура
В Гидаево расположена колония-поселение (ФБУ КП-22 УФСИН России по Кировской области).

Улицы села:
- Помосова
- Сельская
- Школьная

## Фотогалерея
- Бывшая колония поселение
- Гидаево
- Гидаево
- Гидаево